# Carl Björkling

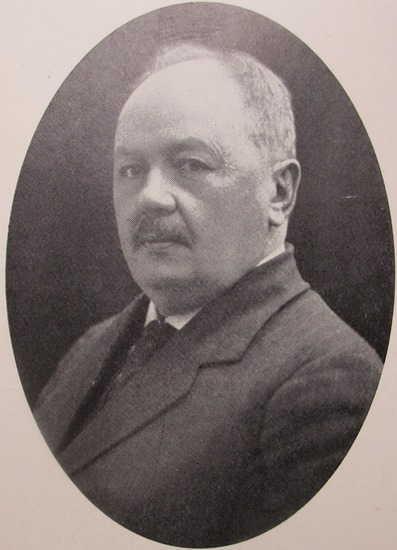
Carl Björkling.

Carl Björkling, född 23 februari 1870 i Vendels församling, Uppsala län, död 17 november 1953, var en svensk landsfogde.
Björkling, som var son till en hemmansägare, avlade studentexamen i Gävle 1890, var biträde på domarekansli 1891–1892 och 1896 samt på häradsskrivarekontor 1899–1900. Han avlade kansliexamen i Uppsala 1901, hovrättsexamen 1902, blev e.o. notarie i Svea hovrätt 1902, kronolänsman i Älvkarleby distrikt 1902, var t.f. kronofogde och t.f. häradsskrivare 1908–1914, kronofogde i Gripsholms fögderi 1915 samt landsfogde i Gävleborgs län 1917–1935. 
Björkling var sekreterare i Älvkarleby landskommuns fattigvårdsstyrelse 1902–1915, ordförande i skogsvårdskommittén 1904–1915, kommunalstämman 1909–1915, ledamot av skol- och kyrkoråd samt fattigvårdsstyrelsen 1907–1917, ledamot av Strängnäs stadsfullmäktige 1917–1918, vice ordförande i fattigvårdsstyrelsen i Strängnäs 1916–1917, lagfaren ledamot av inskrivningsnämnden 1910, rättens ombudsman i konkurser 1902–1914 och 1932–1936 samt allmänt ombud i sparbanker, bland annat Söderhamns stads Sparbank, 1919–1942.